# Münster Onze-Lieve-Vrouw (Lindau)
Het Münster Onze-Lieve-Vrouw (Duits: Münster Unserer Lieben Frau), ook bekend onder de naam Sint-Mariakerk of Stiftskerk (St. Marien; Stiftskirche), is de katholieke parochiekerk van Lindau aan het Bodenmeer. De kerk ligt aan het Marktplatz in het oostelijke deel van het eiland.

## Geschiedenis

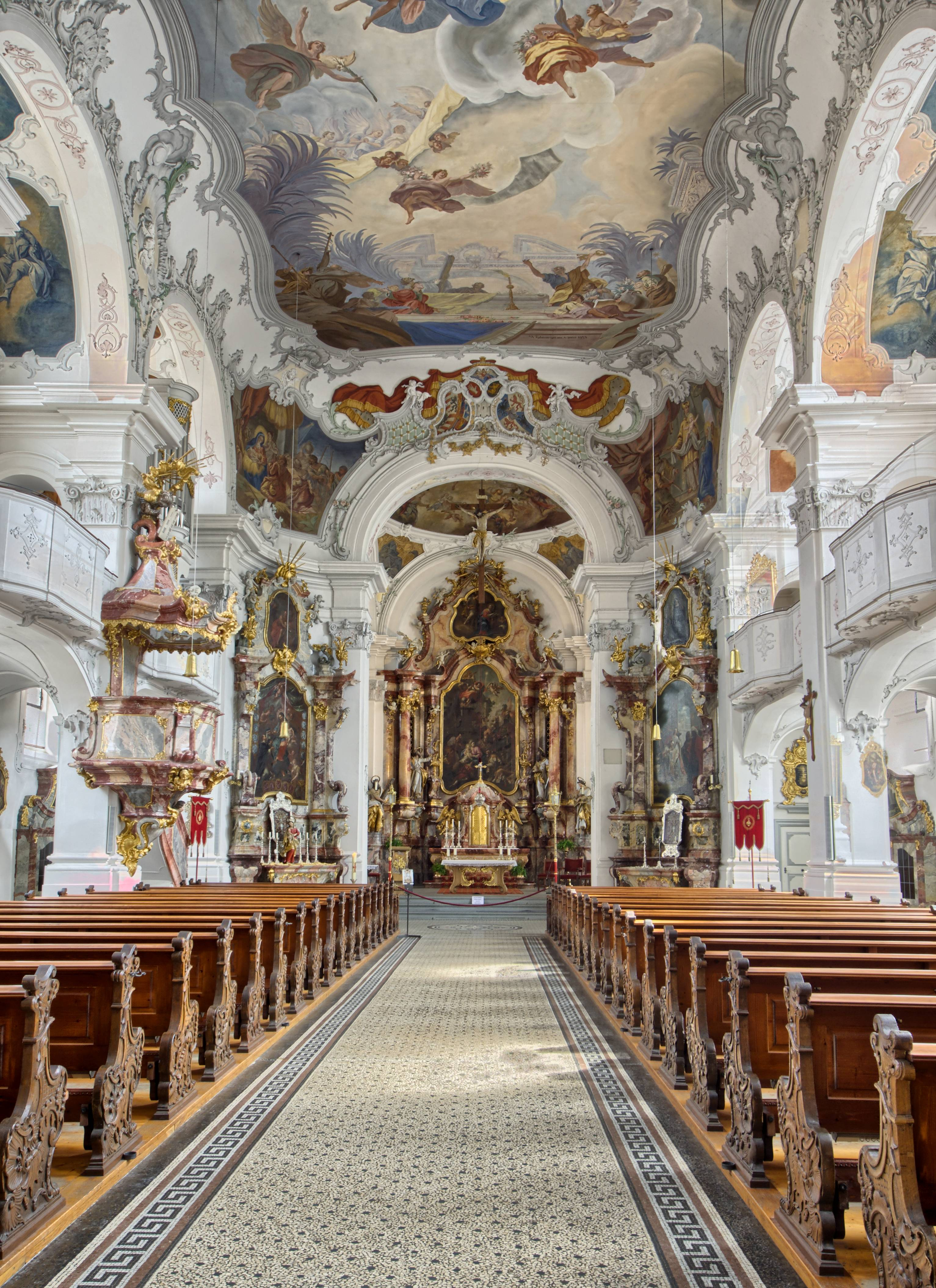
Interieur van het Münster Onze-Lieve-Vrouw

De oorsprong van de Münsterkerk gaat tot het jaar 810 terug. Duizend jaar lang was het de kerk van het kanunnikessenstift van Lindau.
Na de stadsbrand van 1728 werd in de jaren 1748-1752 de huidige kerk gebouwd. Architect was de barokke bouwmeester Johann Caspar Bagnato, die ook het slot en de kerk op het eiland Mainau en het Nieuwe Slot in Meersburg aan het Bodenmeer ontwierp.   
In 1987 stortte het plafond van het kerkschip in. Het werd nadien weer in de oude staat teruggebracht.

## Architectuur
De kerk heeft een kort dwarsschip, een rechthoekig koor en een vierkante toren met een achthoekige bovenbouw. Het kerkschip heeft een vlak plafond, terwijl het koor een ondiepe koepel heeft.      

## Interieur
De kerk is rijk aan wit sierstucwerk, fresco's en houtsnijwerk in de stijl van de rococo. Het plafondfresco van het kerkschip toont de Maria-Tenhemelopneming, het schilderij van het hoogaltaar de Aanbidding der Koningen. 

## Orgel
In de Münsterkerk staan twee orgels: het grote orgel op de westelijke galerij uit het jaar 1926 en het Maria-orgel uit het jaar 1993, die zich op een zijgalerij bevindt.
Het grote orgel gaat terug op een instrument van 30 registers uit 1898 van de orgelbouwer Steinmeyer uit Oettingen en bevindt zich achter een rococo-orgelkas van 1755. Alhoewel het instrument bij de grote kerkbrand in 1922 grotendeels verloren ging, werden 18 registers van dit instrument in het nieuwe orgel geïntegreerd. Dit nieuwe orgel werd in de periode 1924-1926 door de orgelbouwfirma G.F. Steinmeyer & Co. gebouwd  en van 60 registers voorzien. Het orgel werd in 1928 met nog eens 8 registers en een buisklokkenspel uitgebreid. 
Het Maria-orgel dateert uit het jaar 1993 en werd door Josef Maier uit Hergensweiler gebouwd. Dit barokke orgel heeft 29 registers en een transmissie, mechanische sleepladen en mechanische speel- en registertracturen.

## Afbeeldingen

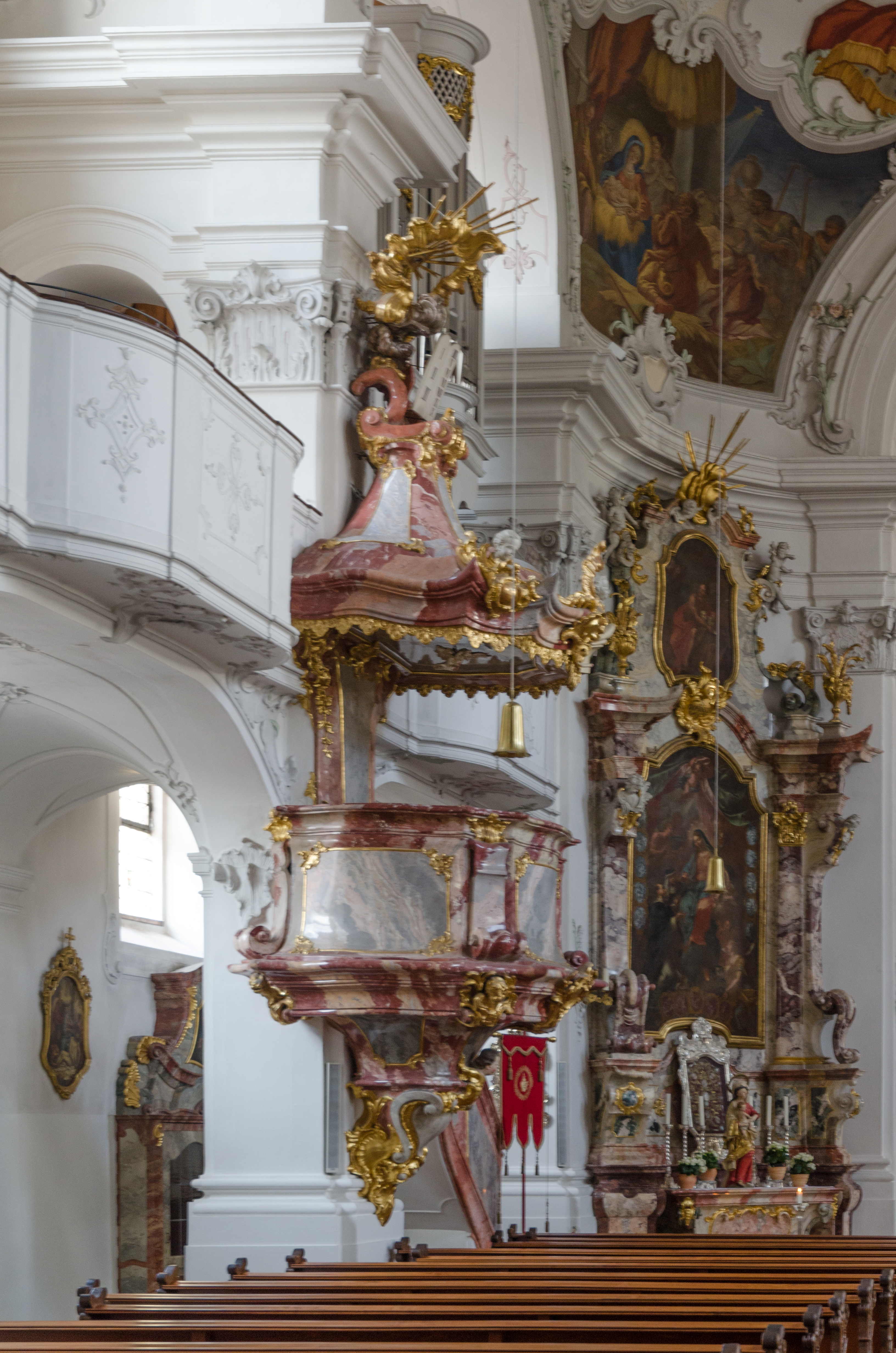
Preekstoel
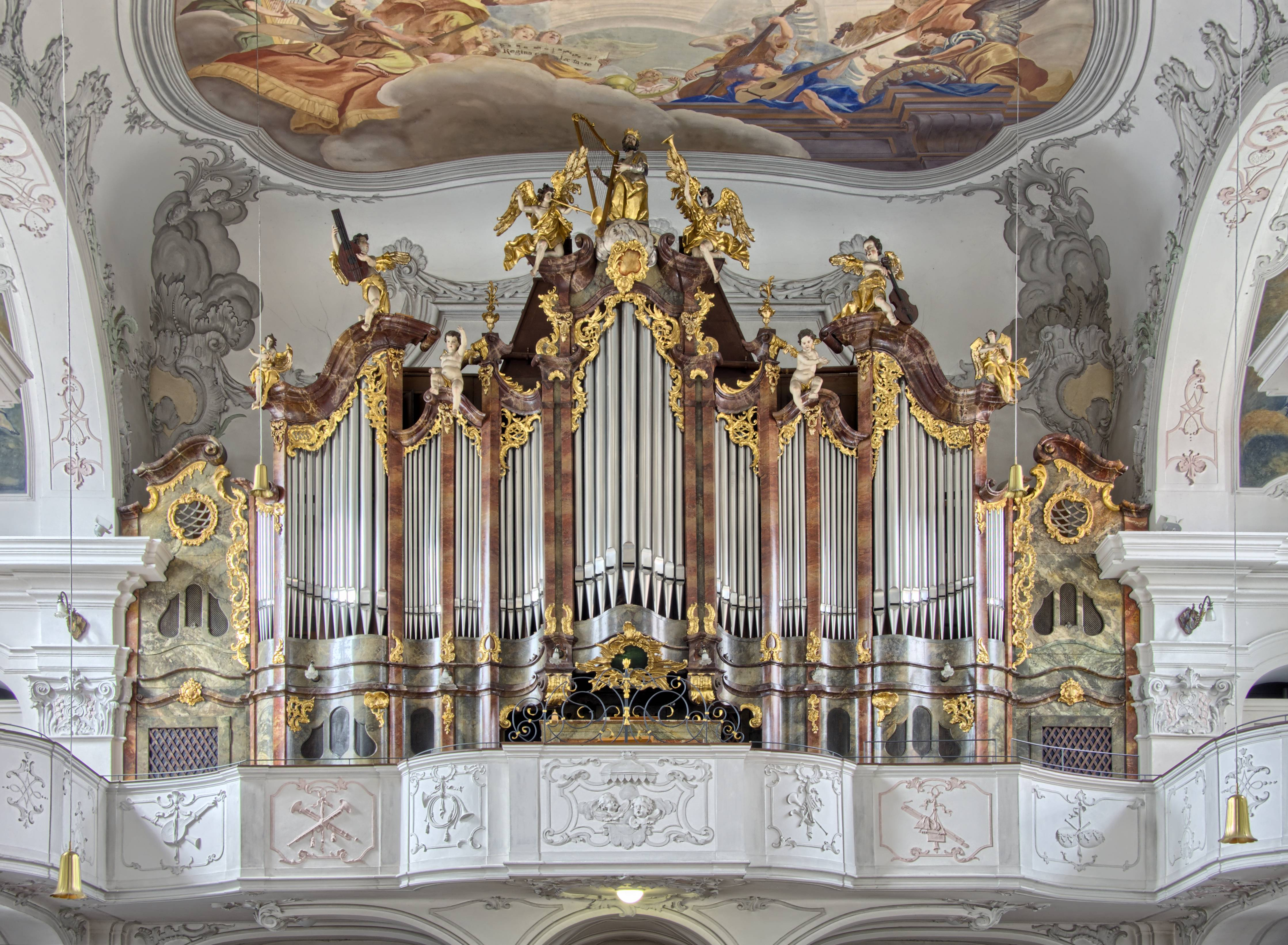
Steinmeyer-orgel
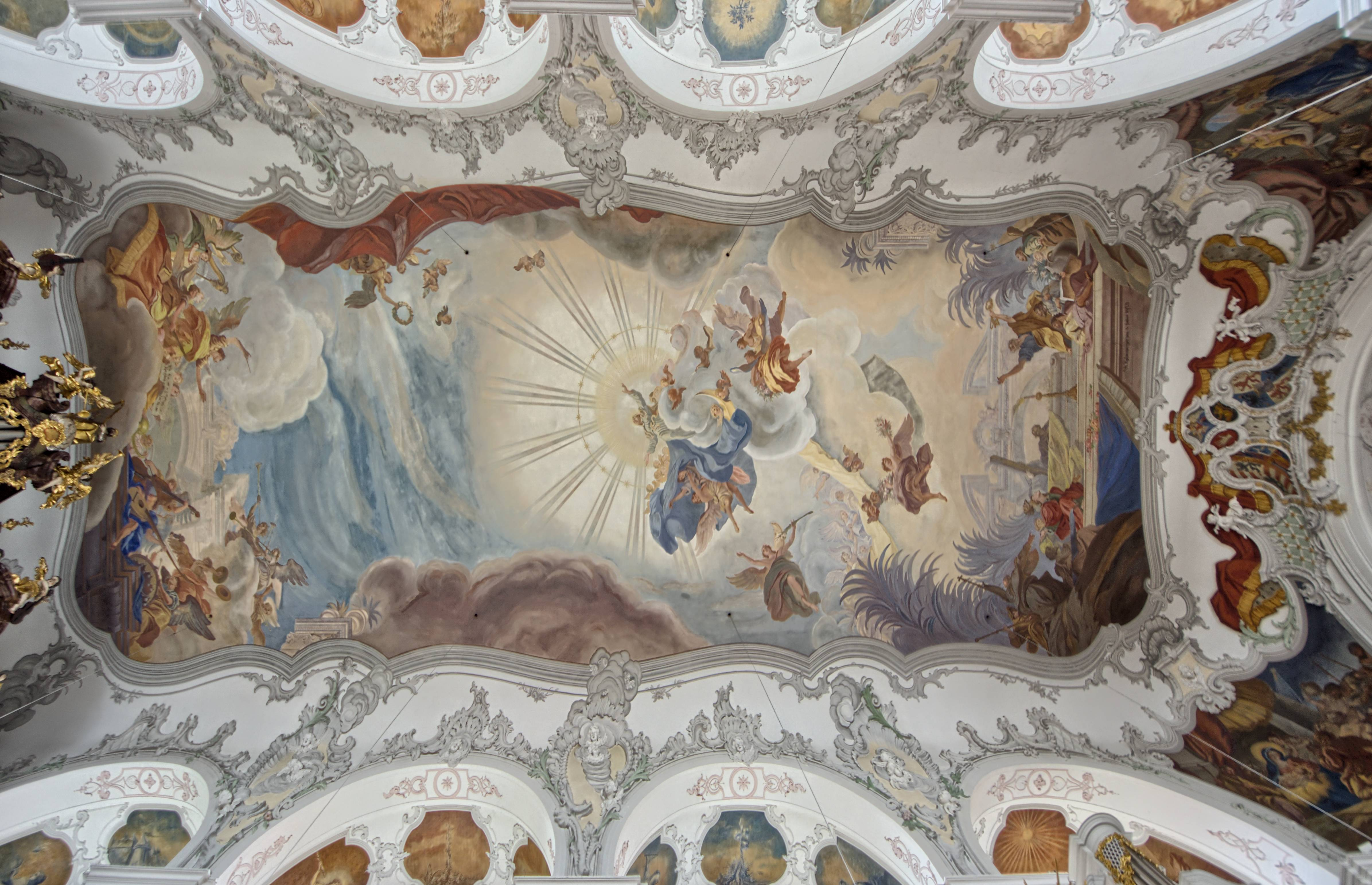
Plafondfresco
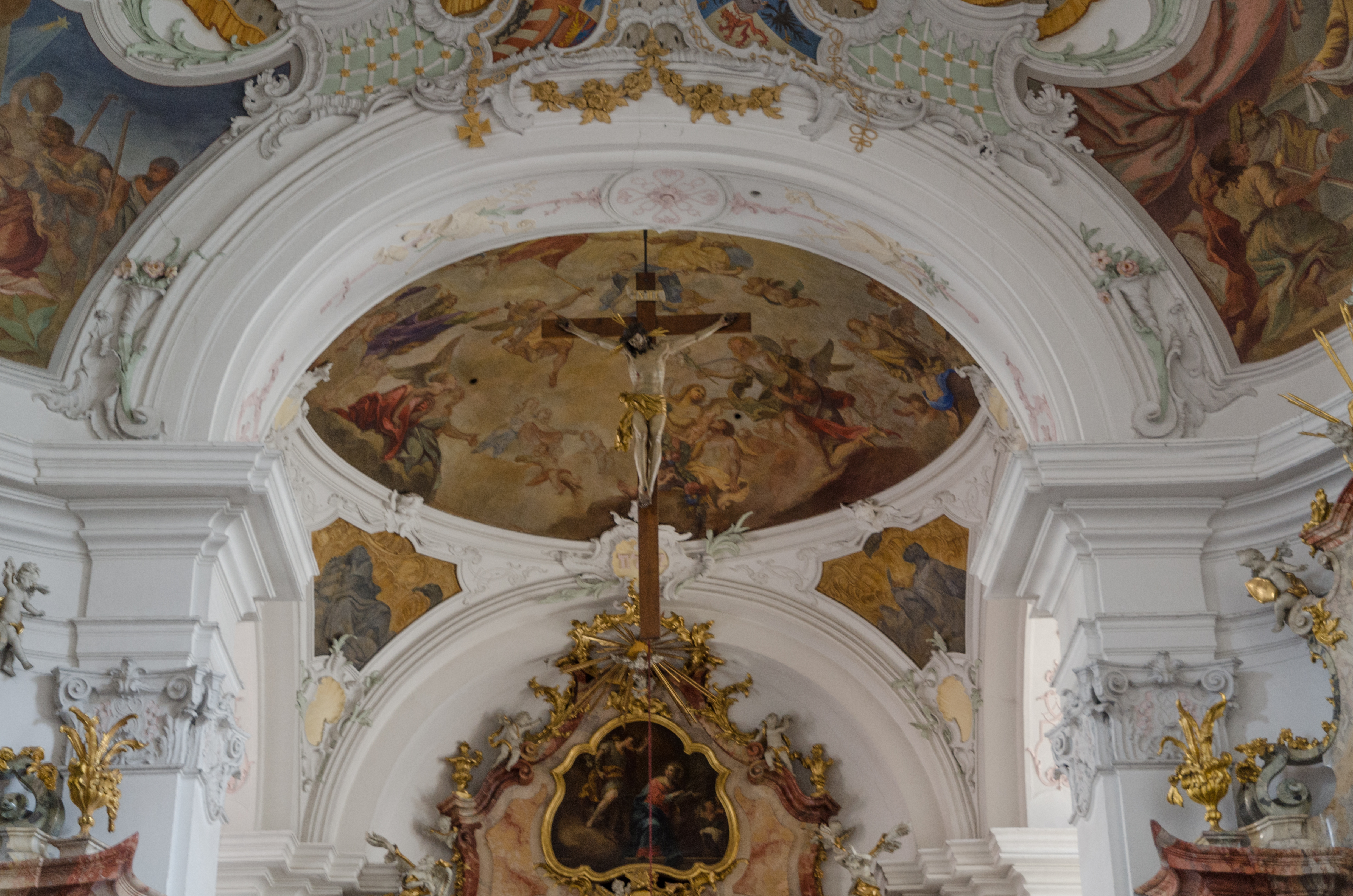
Koepel in het koor